# آيات الأخرس
آيات محمد الأخرس (20 فبراير/ شباط 1985 ـ 29 مارس/ آذار عام 2002) شابة فلسطينية أقدمت على تفجير نفسها في متجر بالقدس الغربية في عملية استشهادية هي الثالثة من نوعها كون من نفذها كان فتاة وليس شابا خلال الانتفاضة الفلسطينية الثانية، التي اندلعت في سبتمبر عام 2000 ضد الاحتلال الإسرائيلي.

## حياتها
ولدت الأخرس عام 1985 في مخيم الدهيشة للاجئين الفلسطينيين بالقرب من بيت لحم، وكانت الرابعة بين أخواتها السبع وإخوانها الثلاثة. نزح جدها من قريته الأصلية قطرة / قضاء الرملة المحتلة عام 1948 أثر النكبة التى حلت بالشعب الفلسطينى حيث أستقر بهم المطاف في مخيمات اللجوء والبؤس في مخيم الدهيشة للاجئين جنوب مدينة بيت لحم. وصلت للصف الثاني الثانوي، وعُرفت بتفوقها الدراسي؛ واجتهادها بين بنات جيلها، وكانت تأمل في الالتحاق بالجامعة وأن تصبح مراسلة إخبارية.
في أثناء الانتفاضة الأولى عام 1987 ضد الاحتلال الإسرائيلي، سُجن الأخ الأكبر للأخرس مرتين لمهاجمته جنودًا إسرائيليين. وخلال الانتفاضة الثانية عام 2000، أصيب أفراد من عائلتها وقُتلوا على يد الجيش الإسرائيلي. في عام 2001، تمت خطبتها وتم التخطيط لإقامة حفل زفاف في يوليو 2002.

## العملية واللحظات الأخيرة
ذهبت آيات مع زميلاتها في يوم الجمعة إلى المدرسة وكان ذلك ضمن دروس تعويضية أقرتها مديرة المنطقة التعليمية نتيجة للتأخير الذي نتج عن الاجتياح الإسرائيلي للمدينة قبيل أيام، وفي نهاية الدرس خرجت آيات مع زميلاتها لتعود للمنزل لكن آيات توقفت لتسلك طريقا آخر فسألتها صديقتها إلى أين ولكنها اكتفت بمعانقتها دون أن تجيب وكأن ذلك كان بوحا بجزء مما تكتمه. وكانت آيات قد قررت أن ترتدي بدلة الجندية والكوفية الفلسطينية لتنفّذ عملاً تعتقد أنه سيشفي صدور أمهات الأطفال التي داستهم دبابات الإسرائيليين، وهي التي كان منتظرا بدلاً من ذلك أن ترتدي بدلة عرسها الذي كان متوقعا أن يكون في يوليو 2002.

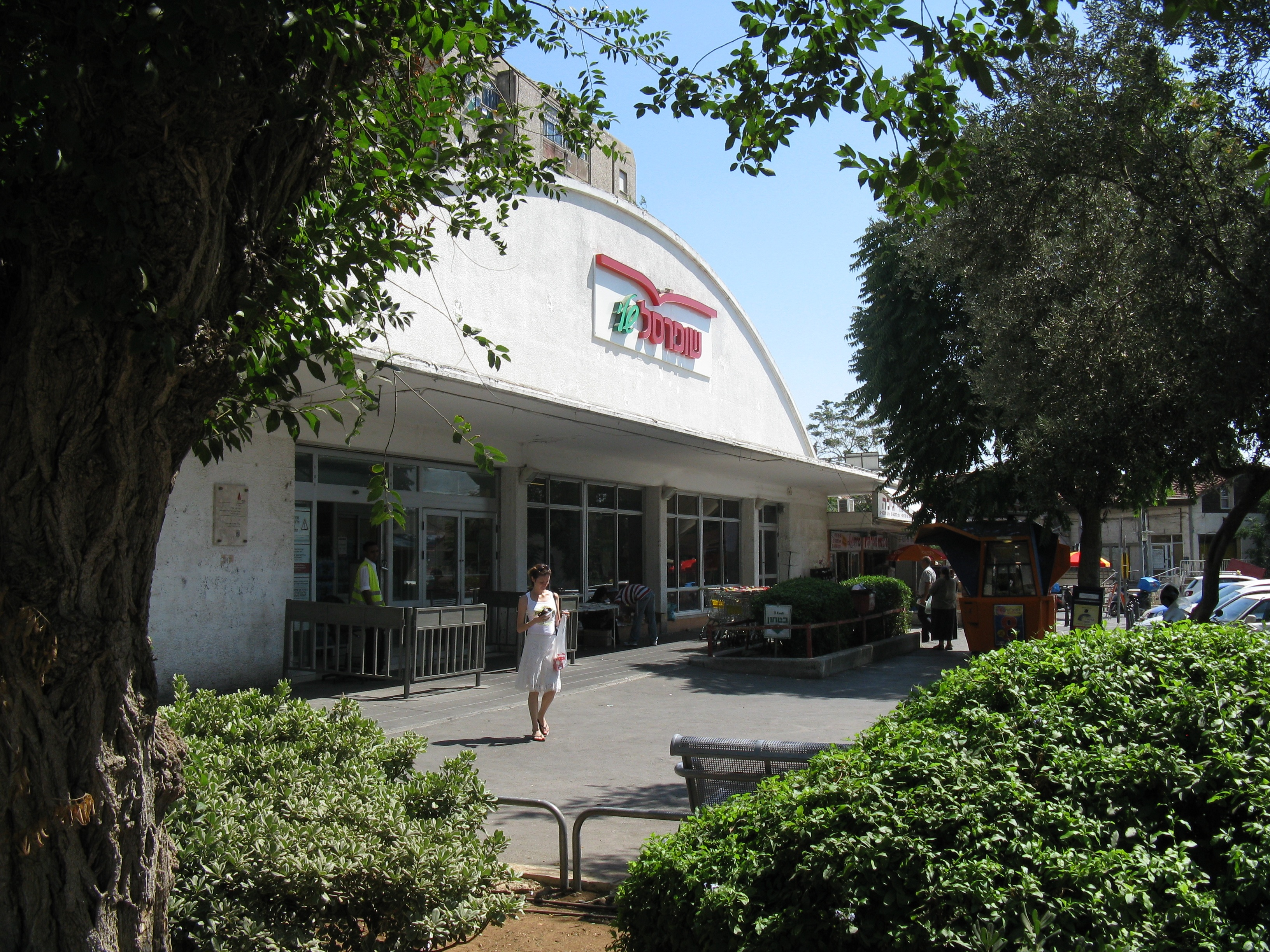
مدخل المتجر الذي نفذت فيه آيات الأخرس عمليتها

قبل هجومها، قامت الأخرس، مثل العديد من الفدائيين الفلسطينيين الآخرين، بتصوير مقطع فيديو تهاجم فيه أنظمة وجيوش الدول العربية. وتقول والدة آيات ، ودعتنى آيات وقالت لى (يما أدعيلى) اليوم مهم كثير بالنسبة لى، دعوت الله أن يوقفها ويرضى عنها، ثم خرجت من البيت مطمئنة القلب برضاي عنها.
نفّذت الأخرس تفجيراً فدائياً في سوبر ماركت في منطقة كريات يوفيل بالقدس، ووقع التفجير بتاريخ 29 مارس 2002، وقُتِل في التفجير إسرائيليين وأصيب 28 آخرين بجروح بينهم 6 بإصابات حرجة. وأعلنت كتائب شهداء الأقصى الجناح العسكري لحركة فتح، مسؤوليتها عن الهجوم. فيما قامت قوات الاحتلال الإسرائيلي بهدم منزل عائلتها واعتقال عدد من أشقاءها إلى جانب احتجاز جثمانها.
كانت وفاء إدريس أولى الفدائيات الإناث في انتفاضة الأقصى، أعقبتها فتاة نابلس دارين أبوعيشة ، ثم آيات الأخرس، والعمليات الثلاث وقعت في 3 أشهر متتالية.

## وداع الأحبة
آيات التي ودعت زميلاتها وقد ملأ عينيها الدموع قالت لهن: "إنني أريد إنجاز عمل ولم تفصح عن هذا العمل فكتبت آيات ورقة ورفضت الكشف عن مضمونها وأوصت إحدى زميلاتها المقربات منها، أن تأخذ هذه الورقة وأن لا تفتحها إلا بعد يوم.. لقد تضمنت تلك الورقة وصيتها... قامت آيات بحمل حقيبة مملوءة بالمتفجرات وتوجهت إلى أحد شوارع القدس المحتلة وقامت بتفجير نفسها". وكشفت زميلات آيات انها لم تتخلف عن دوامها المدرسي، حيث ذهبت إلى المدرسة رغم أن يوم الجمعة عطلة رسمية، وذلك التزاما منها ببرنامج تعويضي أعدته مديرية التربية في محافظة بيت لحم لتعويض الطلبة على ما فاتهم من دوام خلال الغزو الإسرائيلي للمحافظة.

## الإرث
كانت جماهير مخيم الدهيشة بمحافظة بيت لحم قد خرجت فور ذيوع النبأ في مظاهرات فرح كبيرة حيث أطلقت النيران ووزعت الحلوى فرحا بالاستشهادية ابنة المخيم.
كتب الشاعر والأديب والدبلوماسي السعودي غازي عبد الرحمن القصيبي قصيدة الشهداء يثني فيها على الشهيدة. وأشاع بعضهم حينها أنها كانت سببا لتدهور علاقاته الدبلوماسية في بريطانيا، فكان أن نُقل من السفارة عائدا إلى الوزارة، وذلك بعد نحو عام من نشر القصيدة.
بعد استشهاد الشابة الفلسطينية آيات الأخرس، تغنت بها الطفلة المصرية مي يسري: «إني ذاهبةٌ يا أمي ألبس أكفاناً زهرية.. أحمل بين جوانب صدري قلباً ينبض بالحرية.. اسمي آياتٌ يا وطني وملامح وجهي شرقية.. أبلغ عشرين من العمرِ وينادوني يا ثورية»
وفي الفيلم الوثائقي "الموت في القدس" عام 2007، واجهت والدة الأخرس والدة الشابة الإسرائيلية البالغة من العمر 17 عامًا ضحية التفجير، راشِل ليفي، لكنها رفضت التنديد بما فعلته ابنتها، واصفة أن الإحتلال الإسرائيلي هو سبب الرئيسي.
كُتِبت رواية " قبل أن نقول وداعا "(Prima di Lasciarsi) بقلم غابرييلا أمبروسيو وهي مستوحاة من قصة آية الأخرس، نُشِرت في إيطاليا عام 2004، وحصلت على جائزة في مهرجان Festival du Premier Romance في شامبيري بفرنسا. في عام 2008 تم نشر الكتاب باللغتين العربية والعبرية برعاية منظمة العفو الدولية واستخدمته منظمات حقوق الإنسان العاملة في الأراضي الفلسطينية وإسرائيل وكأداة تعليمية. تم نشره بعد ذلك في المملكة المتحدة وأستراليا ونيوزيلندا وفرنسا وألمانيا وإسبانيا وتركيا واليونان وكوريا والصين. كما يتم دراسته في جامعات المملكة المتحدة وكندا كمثال لأدب حقوق الإنسان.

## دفنها

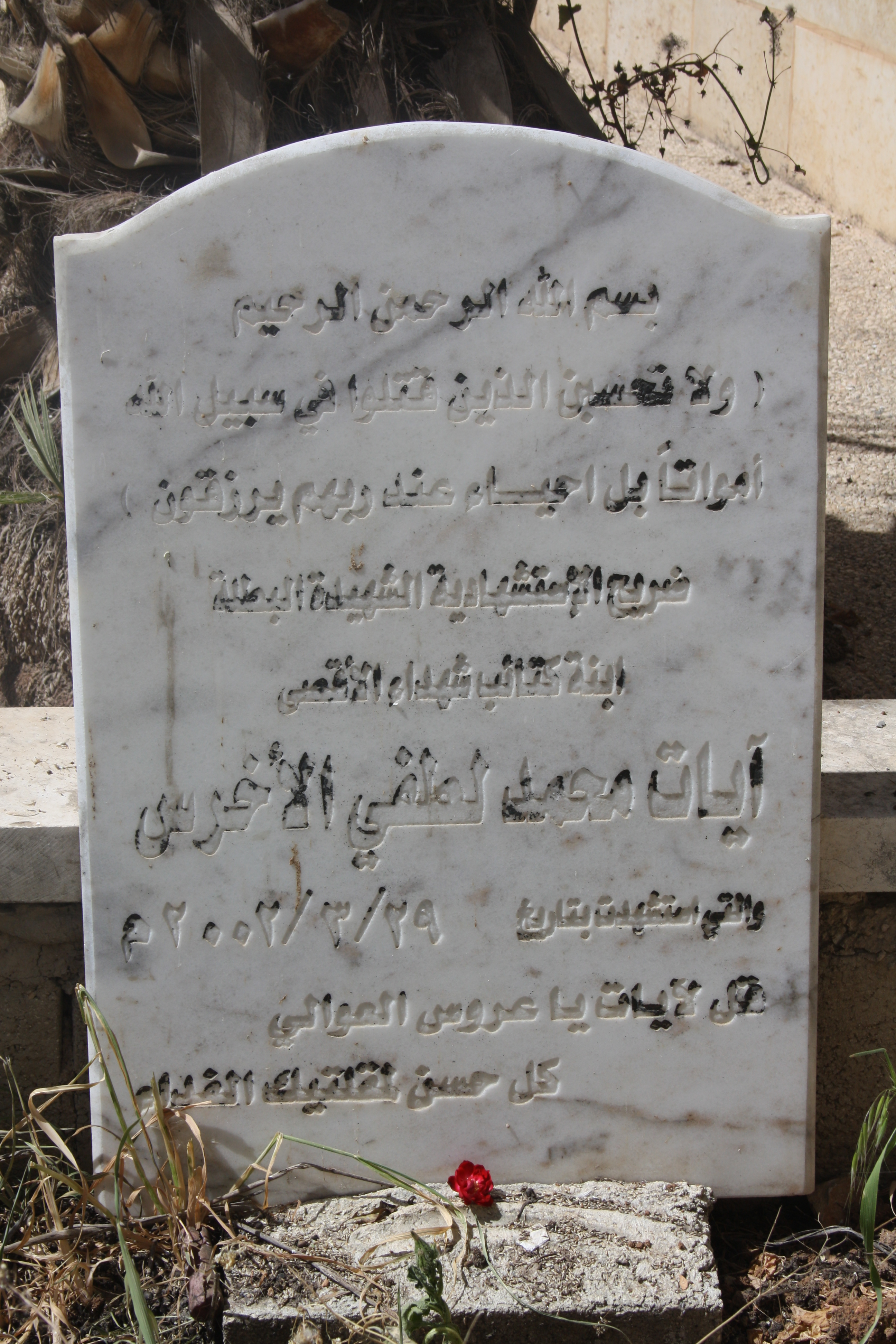
قبر الشهيدة الفلسطينية آيات الأخرس

قامت قوات الاحتلال بتسليم رفات الشهيدة آيات الأخرس لذويها بعد غياب 12 عام في مقابر الأرقام، وشُيعت بجانب الشهيد داوود أبو صويّ. وتم دفنها في مثواها الأخير بمقبرة الشهداء في أرطاس يوم 13 شباط / فبراير2014.
نص قصيدة غازي القصيبي في رثاء آيات الأخرس:-

## وصلات خارجية
- لقاء والدة آيات الأخرس بوالدة راشل ليف الجزء 1 + الجزء 2
- اسمي آيات يا أمي - مي يسري